# Brlení
Brlení, též prlení či kaberna (německy Rechen), je jednoduché zařízení připomínající plot, které slouží k zabránění úniku ryb z rybníků či sádek. Staví se buď do přímé řady napříč splavem nebo do ostrého úhlu vybíhajícího do rybníka.
Klíčové na celém zařízení je velikost mezer mezi jednotlivými tyčemi (v minulosti dřevěné, v současnosti spíše železné), ze kterých se brlení skládá. Velikost mezery vždy závisí na druhu ryb umístěných v chovném zařízení. Mezera musí být dostatečně malá, aby ryby v případě velké vody neunikly, a zároveň dost velká na to, aby mohla rychle odtékat voda.
Další význam slova brlení je i starší výraz pro zábradlí na mostě.

## Galerie

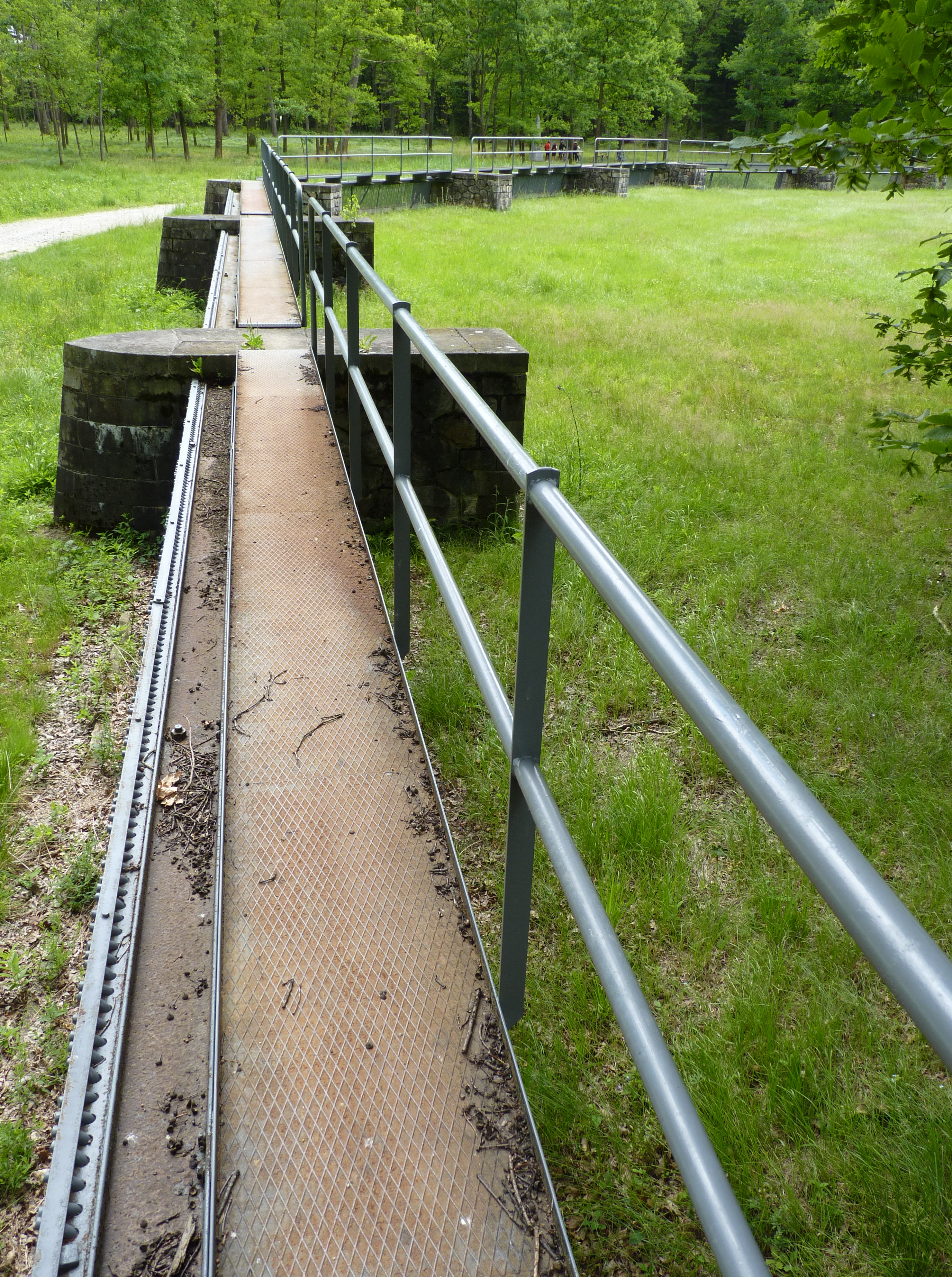
Pochozí brlení u splavu Rožmberka, které najde využití jen při zvýšené hladině vody
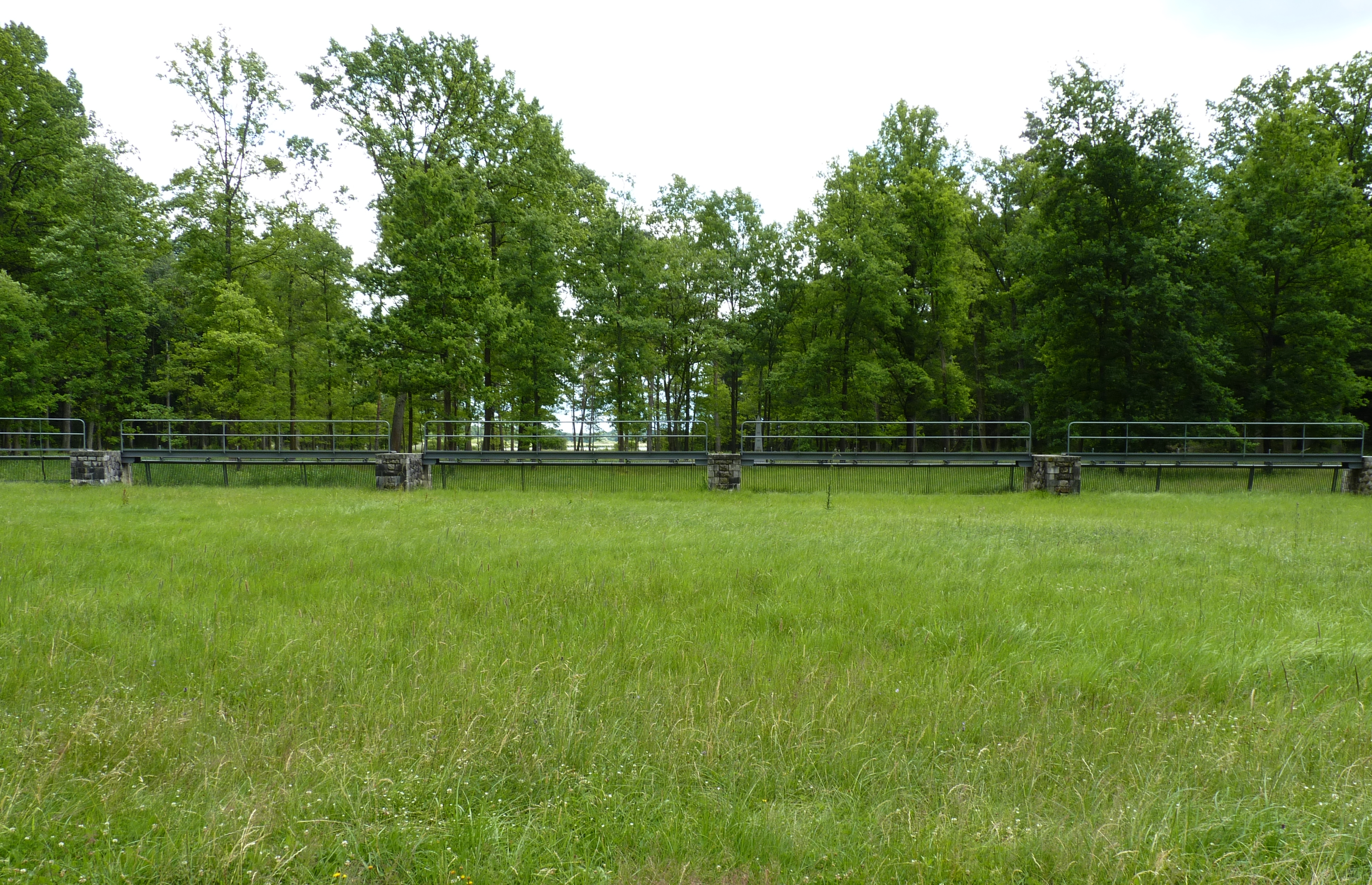
Brlení u splavu Rožmberka, v pozadí Výtopa Rožmberka
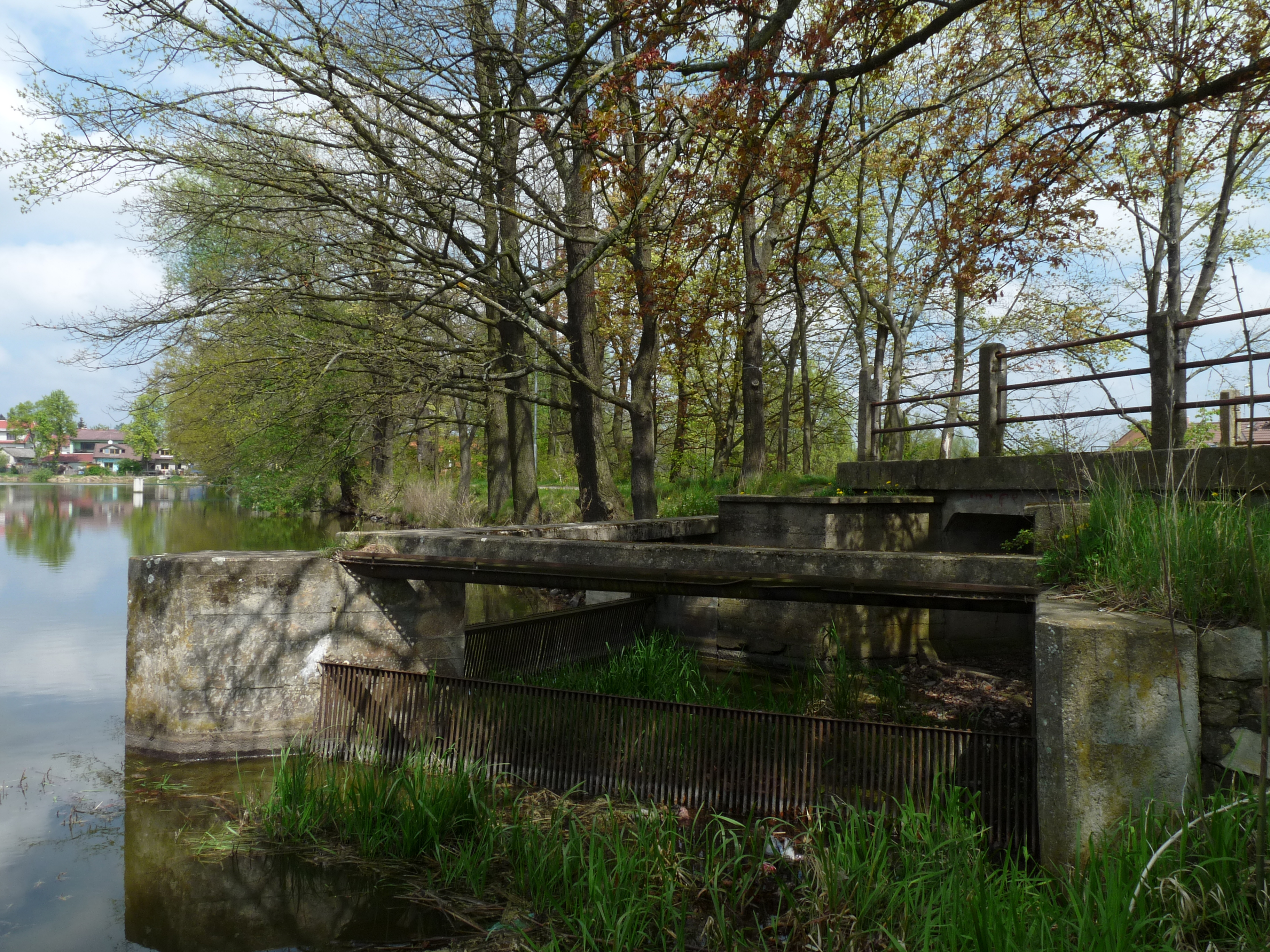
Brlení v Šindlovském rybníku